# 中国障害者芸術団
中国障害者芸術団（ちゅうごくしょうがいしゃげいじゅつだん、中: 中国残疾人艺术团、英: China Disabled People's Performing Art Troupe）は、中国の芸術団体。
1987年 北京に設立された。団長および団員104名（2013年現在）とスタッフの全員が、体に何らかの障害を持つという。宜昌市に訓練学校がある。
世界各国で公演を行っており、2007年には「ユネスコ平和芸術家」に指定された。

## 千手観音
2004年のアテネパラリンピック閉会式では、ろう者の団員による舞踊「千手観音」が披露された。
ダンサーが縦に重なるように並び、腕を華麗に動かすもの。息を吹きかけて合図をとるという。